# Vrchní rabín

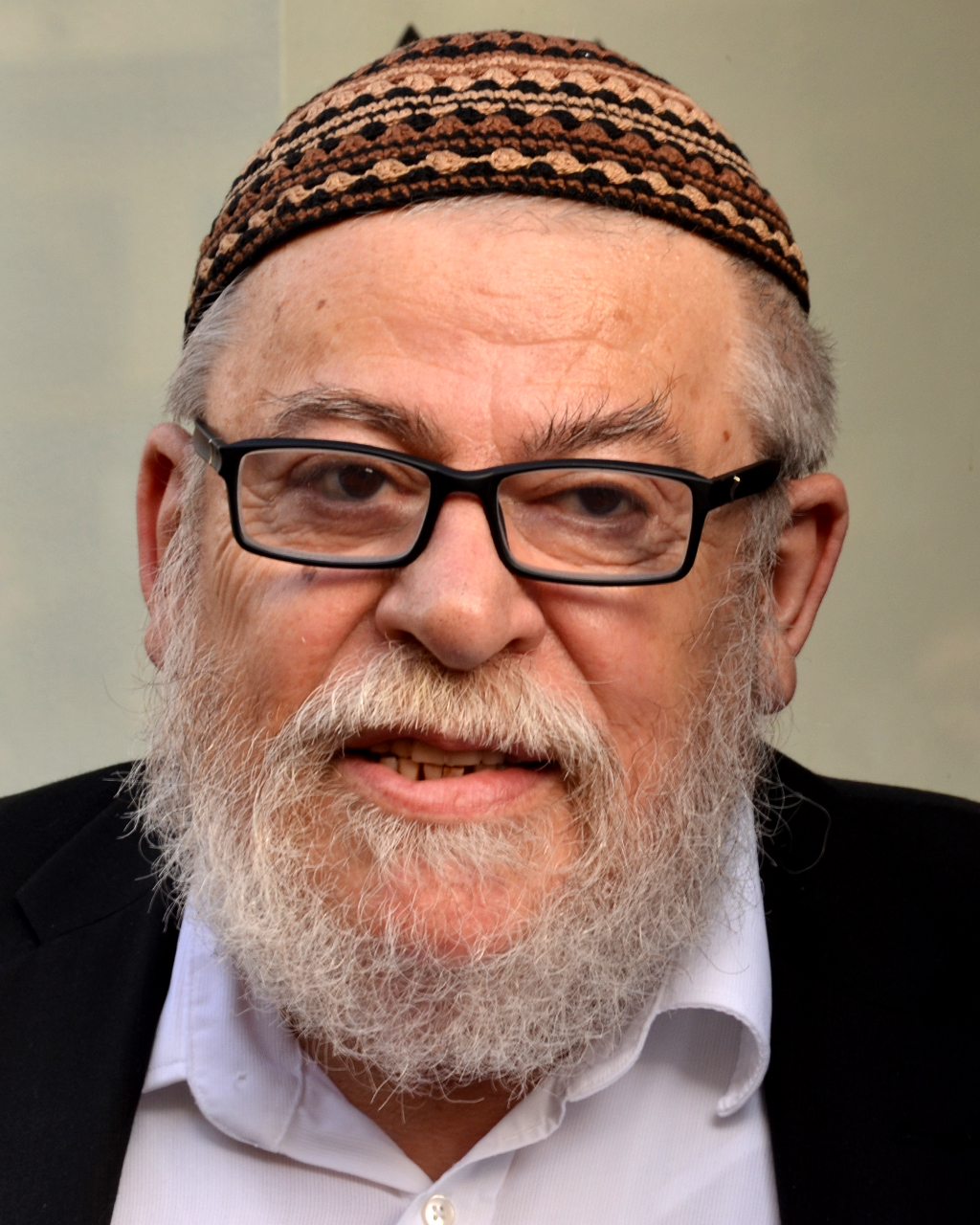
Karol Sidon, český vrchní rabín

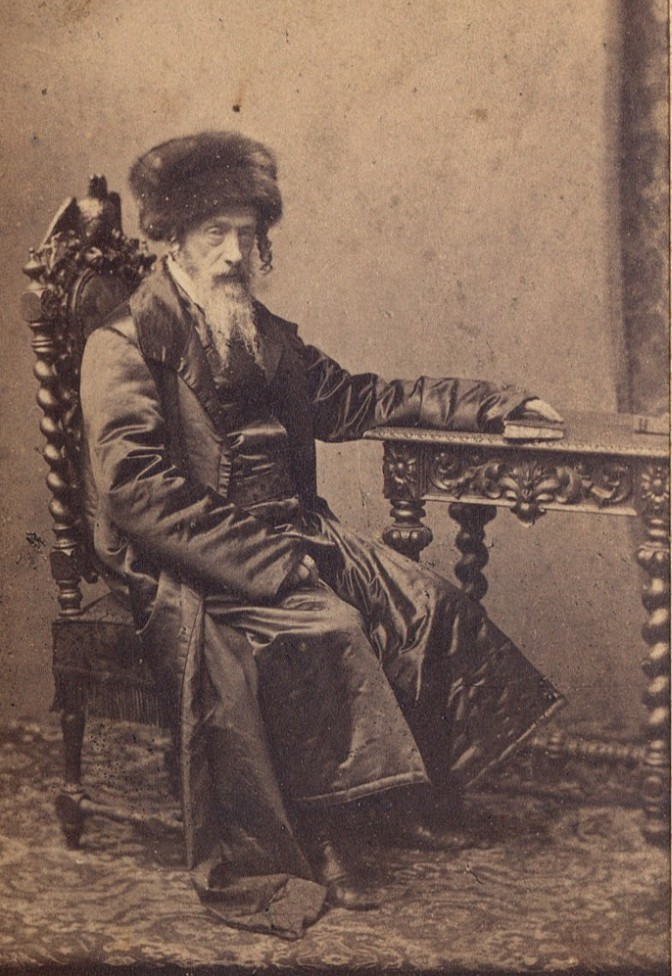
Dow Ber Meisels, vrchní rabín v Krakově (1832–1856) a ve Varšavě (1856–1861)

Vrchní rabín nebo vrchní zemský rabín (hebrejsky רב ראשי, německy Großrabbiner či Oberrabbiner) je označní pro nejvyšší židovskou autoritu (rabína) židovské obce významných měst nebo území. Za jménem vrchního rabína často následuje zkratka ABD (Av bejt din – čestný titul „vrchní soudce“).

## Volební systém
Podle zákona o Vrchním rabinátu z roku 1980 tvoří volební shromáždění 150 členů, z toho 80 rabínů a 70 volených představitelů, kteří jsou rovným počtem rozděleni na aškenáze a sefardy.

## Názory v izraelské společnosti
Pozice vrchního rabína bývá obvykle bedlivě sledována, v izraelské moderní společnosti však nabývá pověsti spíše ultraortodoxní instituce. Pouze 16,5 % obyvatel Izraele plně uznává jeho náboženskou autoritu, 27,5 % částečně a 50 % vůbec. Až 52 % by preferovalo méně konzervativní rabinát, 23 % je spokojeno a pouze 12 % by preferovalo více konzervativní rabinát. Až 53 % se vůbec nezajímá o to, kdo bude zvolen za vrchní rabíny. Na druhou stranu pouze 20 % respondentů stojí za zrušením této instituce. Až 77 % ji chce ponechat, z toho 42 % v jiné než současné podobě.

## Vrchní rabíni vIzraeli
V Izraeli jsou od roku 1911 (podle jiných zdrojů 1921) dva vrchní rabíni, jeden pro aškenázskou a jeden pro sefardskou komunitu. Oba vrchní rabíni jsou vždy voleni po dobu deseti let, přičemž se střídají na pozicích předsedy Rady Vrchního rabinátu a předsedy Rabínského soudu.
Od července 2013 zastávali úřad vrchního rabína v Izraeli David Lau a Jicchak Josef. Oba jsou syny dřívějších vrchních rabínů, kterými byli Jisra'el Me'ir Lau a Ovadja Josef. oba synové dřívějších rabínů. jejich mandát skončil v červenci 2024. Další volby, plánované na rok 2023, byly nicméně posunuty kvůli útoku teroristického hnutí Hamás ze dne 7. října 2023 a role vrchních rabínů tak dočasně nahradili aškenážští rabíni Eliezer Igra a Ja’akov Roža. Roku 2024 tak nakonec za vrchního sefardského rabína byl 72 hlasy zvolen rabín David Josef, který nahradil svého bratra, Za aškenázského vrchního rabína byl nakonec zvolen Kalman Meir Ber.

### Aškenázští
- Isaak HaLevy Herzog (1949–1959)
- Isser Jehuda Unterman (1964–1973)
- Šlomo Goren (1973–1983)
- Avraham Shapira (1983–1993)
- Jisra'el Me'ir Lau (1993–2003)
- Jona Metzger (2003–2013)
- David Lau (2013–2024)
- Kalman Meir Ber (2024-úřadující)

### Sefardští
- Ben-Zion Me'ir Hai Uziel (1948–1954)
- Jicchak Nissim (1955–1973)
- Ovadja Josef (1973–1983)
- Mordechaj Elijahu (1983–1993)
- Elijahu Bakši-Doron (1993–2003)
- Šlomo Amar (2003–2013)
- Jicchak Josef (2013–2024)
- David Josef (2024-úřadující), bratr předchozího[1]